# Колібрі-аметист білочеревий
Колі́брі-амети́ст білочеревий (Calliphlox amethystina) — вид серпокрильцеподібних птахів родини колібрієвих (Trochilidae). Мешкає в Південній Америці. Це єдиний представник монотипового роду Колібрі-аметист (Calliphlox). Раніше до ного відносили також чотири інших види, однак за результатами молекулярно-філогенетичних досліджень 2014 і 2017 років, які показали поліфілітичність роду Calliphlox, вони були переведені до відновлених родів Philodice і Nesophlox.

## Опис

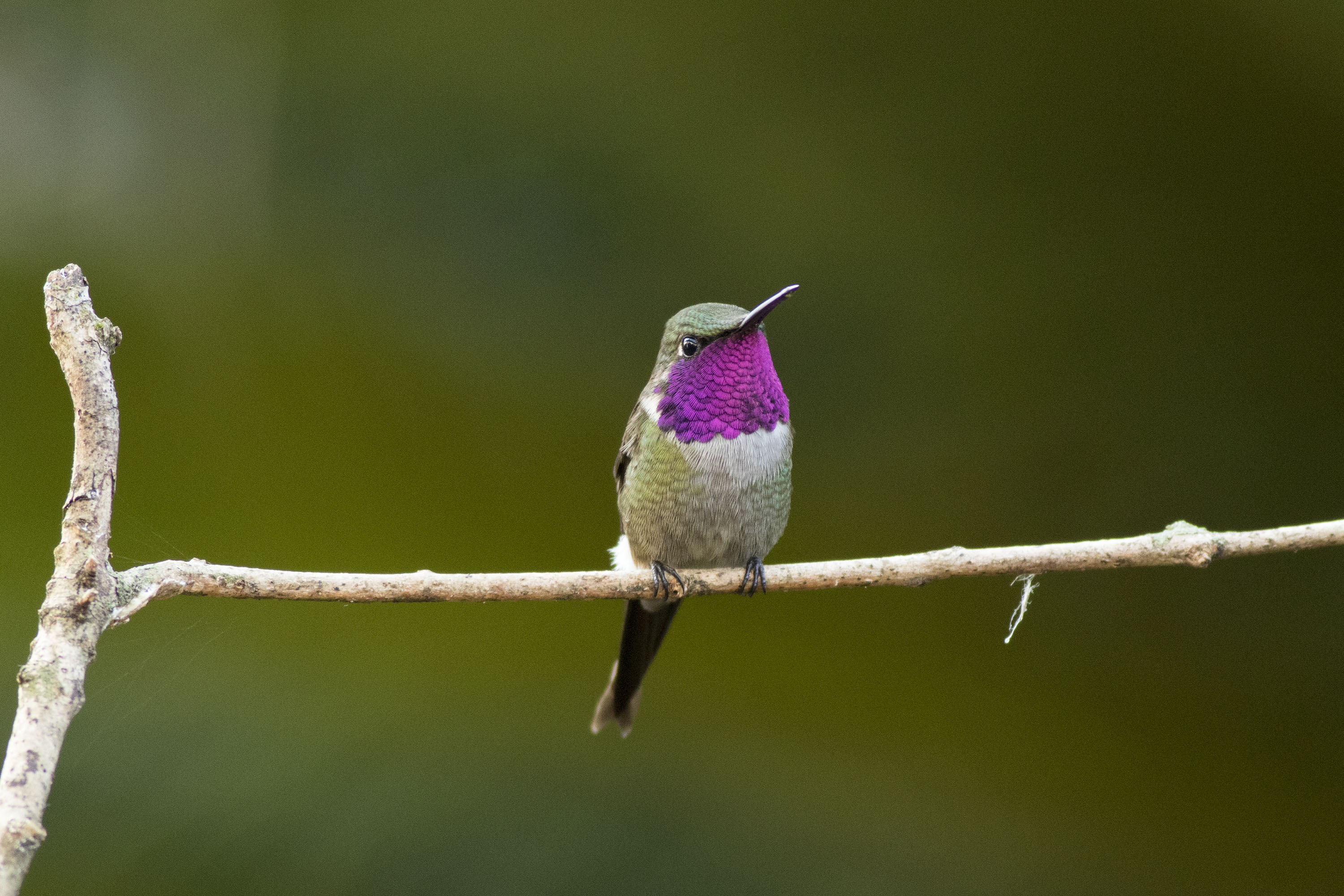
Самець білочеревого колібрі-аметиста

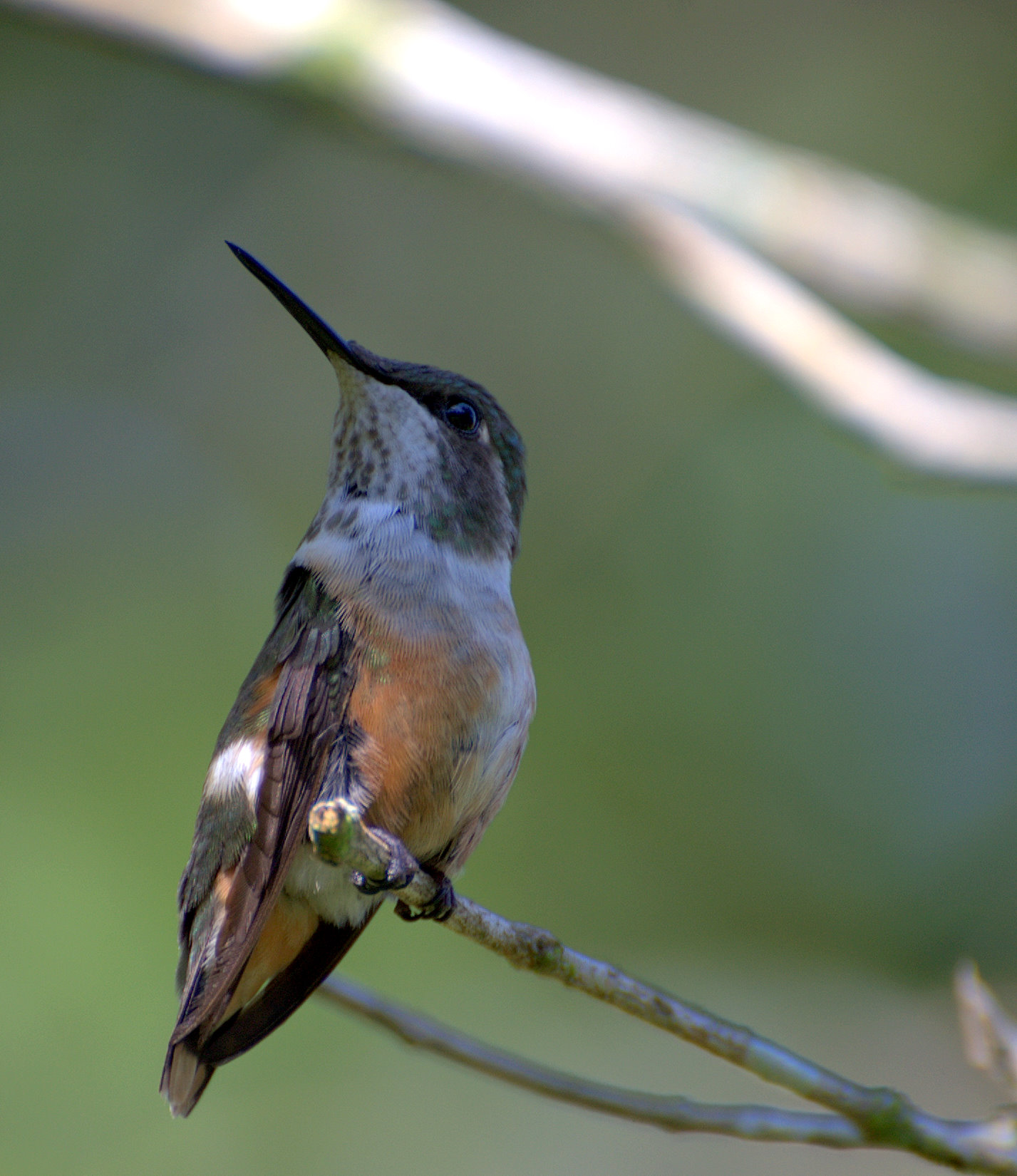
Самиця білочеревого колібрі-аметиста

Довжина птаха становить 6-8,4 см, вага 2,3-2,5 г. У самців під час сезону розмноження верхня частина тіла бронзово-зелена, на надхвісті з боків є білі плями. За очима невеликі білі плями. На горлі аметистово-фіолктова пляма, окаймлена знизу білою смугою. решта нижньої частини тіла зеленувата, боки буруваті. Хвіст глибоко роздвоєний, пурпурово-чорний, стернові пера мають зелені кінчики. Дзьоб середньої довжини, прямий, чорний. Під час негніздового періоду горло у самців бліде, місцями поцятковане райдужними плямками.
У самиць верхня частина тіла така ж, як у самців, за очима тонкі білі смуги. Нижня частина тіла білувата, горло місцями поцятковане зеленими райдужними плямками. Боки і нижні покривні пера хвоста руді. Хвіст короткий, тьмяно-зелений з чорною смугою на кінці, стернові пера мають світлі кінчики.

## Поширення і екологія
Білочереві колібрі-аметисти мешкають в Колумбії, Еквадорі, Перу, Болівії, Бразилії, Венесуелі, Гаяні, Суринамі, Французькій Гвіані, Аргентині і Парагваї. Вони живуть у напіввідкритих і відкритих ландшафтах — на узліссях вологих тропічних лісів, на лісових галявинах, в рідколіссях, чагарникових заростях і саванах, уникають густих тропічних лісів. Зустрічаються на висоті до 1500 м над рівнем моря. Переміщення цього виду маловідомі. На більшій частині ареалу птахи ведуть осілий спосіб життя, однак в регіоні Чапада-Діамантіна вони зустрічалися лише з січень по липень, а в деяких районах Венесуели лише з січня по серпень.
Білочереві колібрі-аметисти живляться нектаром квітучих чагарників і невисоких дерев, а також дрібними комахами, яких ловлять в польоті. Інші види колібрі домінують над ними. Сезон розмноження на сході Бразилії у білочеревих колібрі-аметистів триває з листопада по квітень. Гніздо невелике, чашоподібне, робиться з м'якого рослинного матеріалу, покривається зовні лишайником, розміщується на горизонтальній гілці. В кладці 2 білих яйця. Інкубаційний період триває 13-14 днів, пташенята покидають гніздо через 20-22 дні після вилуплення.